# Saint-Omer
Saint-Omer je naselje in občina v severni francoski regiji Nord-Pas-de-Calais, podprefektura departmaja Pas-de-Calais. Leta 1999 je naselje imelo 15.747 prebivalcev.

## Geografija
Kraj leži v severni Franciji ob reki Aa, 83 km severozahodno od Arrasa. 

## Administracija
Saint-Omer je sedež dveh kantonov:
- Kanton Saint-Omer-Jug (del občine Saint-Omer, občine Longuenesse, Tatinghem, Wizernes),
- Kanton Saint-Omer-Sever (del občine Saint-Omer, občine Clairmarais, Houlle, Moringhem, Moulle, Saint-Martin-au-Laërt, Salperwick, Serques, Tilques).

Majhen del občine se nahaja v kantonu Arques s sedežem v Arquesu. Naselje je prav tako sedež okrožja, v katerega so poleg teh vključeni še kantoni Aire-sur-la-Lys, Ardres, Audruicq, Fauquembergues in Lumbres s 153.523 prebivalci.

## Zgodovina
Naselbina je nastala in rasla okoli samostana Saint-Bertina, ustanovljenega v 7. stoletju s strani Thérouannskega škofa Audomarja, od katerega je kasneje v 9. stoletju tudi prevzela ime. Zaradi svoje mejne lege je bila pogosto sporna točka med Angleži, Flamci, Francozi in Španci, kot taka tudi cilj vojaških spopadov, ki so trajali vse do francoske revolucije. Leta 1561 je po uničenju sosednjega Thérouanna postala sedež škofije, ukinjen leta 1801.

## Zanimivosti
Saint-Omer je na seznamu francoskih umetnostno-zgodovinskih mest.
- Gotska katedrala Notre-Dame de Saint-Omer iz 13. do 16. stoletja,
- gotska cerkev Saint-Denis iz 13. stoletja,
- muzej umetnosti Musée de l’hôtel Sandelin.
- Park Jardin public, ostanek obzidja nekdanje Vaubanove fortifikacije iz 17. stoletja, porušene v zadnjem desetletju 19. stoletja.

## Osebnosti
- Joseph Liouville (1809-1882), matematik;

## Pobratena mesta
- Deal (Anglija, Združeno kraljestvo),
- Detmold (Nemčija),
- Ieper (Belgija).